# آشوت روخکیان
آشوت آرامی روخکیان (ارمنی: Աշոտ Արամի Ռուխկյան؛  زادهٔ ۴ مارس ۱۹۰۳ - درگذشته ۲۴ ژوئن ۱۹۹۳) پرورش‌دهنده حیوانات، زیست‌شناس، استاد اهل ارمنستان بود.

## زندگی‌نامه
وی در ۱۷ مارس [سبک قدیمی: ۴ مارس] ۱۹۰۳ در آلکساندراپول به دنیا آمد و دانشگاه فنی گرجستان (۱۹۲۵) فارغ‌التحصیل گشت. وی عضو hy:Լենինի անվան ՀամԳԳԱ و فرهنگستان علوم کشاورزی روسیه؟ بود. وی همچنین برندهٔ جوایزی همچون نشان پرچم سرخ کار، نشان لنین، نشان برجسته افتخار و دانشمند شایسته ارمنستان شوروی (۱۹۶۱) شده است. وی در ۲۴ ژوئن ۱۹۹۳ در سن ۹۰ سالگی در ایروان درگذشت.

## یادداشت
1. ↑  գյուղատնտեսական գիտությունների դոկտոր
2. ↑  en:VASKhNIL

## نگارخانه

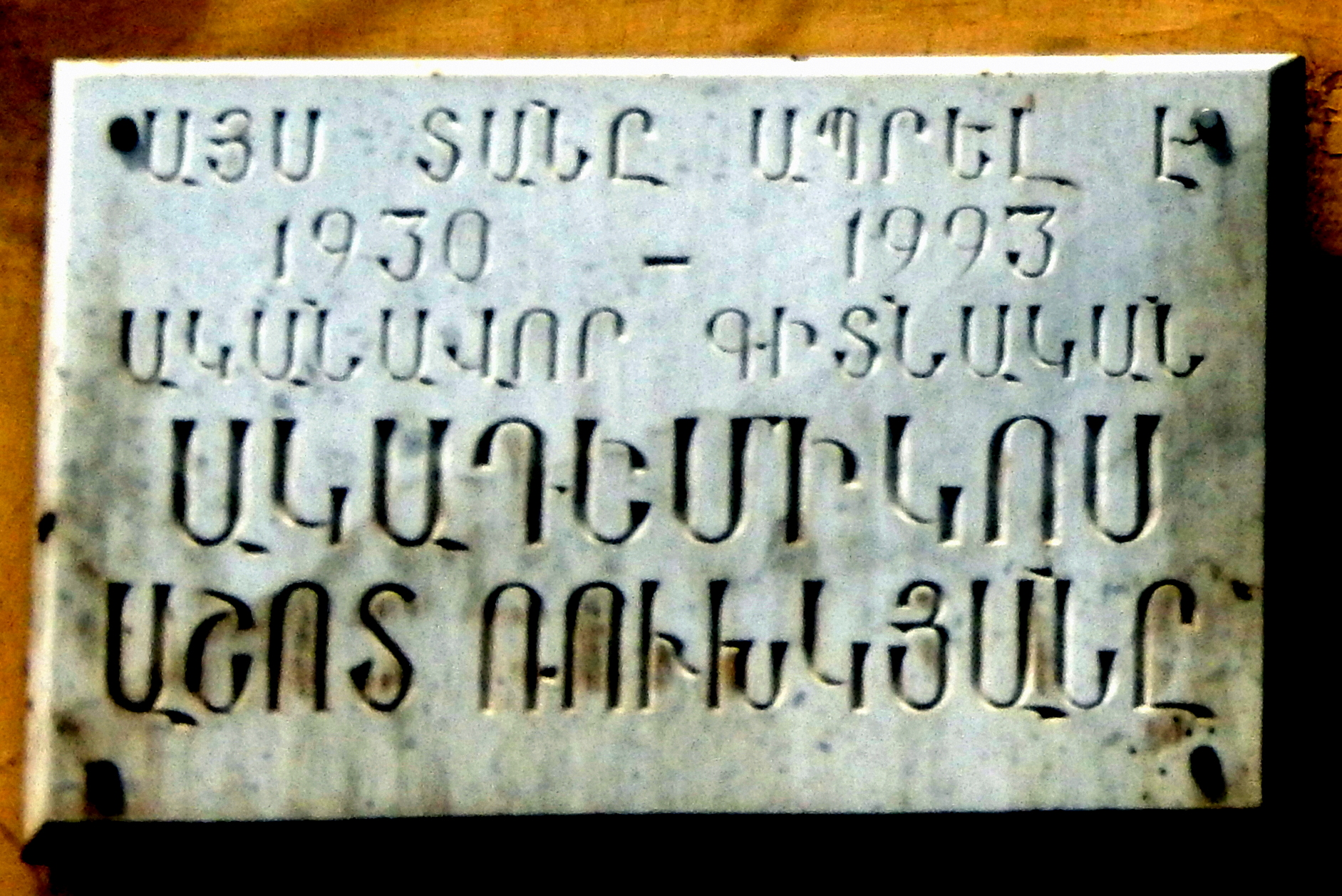
پلاک یادبود آشوت روخکیان